# Julie Leopold Alf
Julie Leopold (født 1971) er en dansk forretningskvinde, iværksætter, samt stifter og direktør for Enter Art Fair, som er Skandinaviens største internationale kunstmesse.    

## Karriere og baggrund
Julie Leopold er født i Charlottenlund. Hun er uddannet fra Gammel Hellerup Gymnasium og har en kandidatgrad i Business Administration and Commercial Law (Cand. Merc.jur.) fra Copenhagen Business School.  Hun startede sin karriere hos Spies Rejser, og for Bella Centret organiserede hun livsstilsmesser i Forum, herunder BogForum, Alt for Damernes livsstilsmesse, Bedre Bolig og Designer Forum. I 2014 indledte og lancerede hun Code Art Fair i Bella Centret.  
I 2019 grundlagde hun Enter Art Fair som afholdes årligt i København, Danmark. Messen finder sted i slutningen af august.
Julie Leopold blev i 2019 nomineret 'Årets Guldkvinde' af livsstilsmagasinet Femina. 
Hun har tre børn med sin første mand Sebastian Arnstedt. 